# توني أشتون
توني أشتون (بالإنجليزية: Tony Ashton)‏ هو عازف لوحة المفاتيح ومنتج أسطوانات وعازف بيانو بريطاني، ولد في 1 مارس 1946 في بلاكبرن في المملكة المتحدة، وتوفي في 21 مايو 2001 في لندن في المملكة المتحدة بسبب سرطان.

## وصلات خارجية
- توني أشتون على موقع IMDb (الإنجليزية)
- توني أشتون على موقع ميوزك برينز (الإنجليزية)
- توني أشتون على موقع أول ميوزيك (الإنجليزية)
- توني أشتون على موقع ديسكوغز (الإنجليزية)